# Claude Cahen

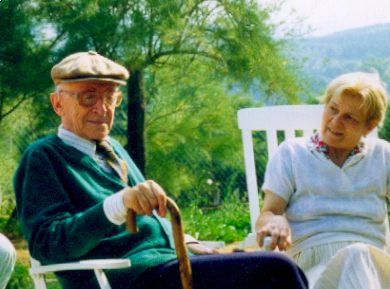
Claude Cahen şi soţia lui, Pauline, în anul 1989

Claude Cahen (1909-1991) a fost  istoric medievist și orientalist francez, de origine evreu, profesor la Sorbona. Adept al analizei marxiste, s-a evidențiat prin rigoarea cercetărilor sale asupra istoriei sociale a popoarelor islamice în  Evul Mediu (ex. lucrări asupra ordinelor Futuwwa) a surselor islamice despre epoca cruciadelor. Este considerat un fondator al istoriei social-economice a lumii islamice.

## Familia, tinerețea si studiile
Claude Cahen s-a născut la Paris în anul 1909 ca fiul cel mare dintre cei doi copii ai unei familii evreiești asimilate originare din Lorena (Metz). Numele Cahen este o formă a numelui antic foarte răspândit între evrei, Cohen ("preot" în ebraică). Tatăl său, Louis David Cahen (1881 - 1970) era fiul inginerului de poduri și șosele Alfred Cahen. Mama sa, Geneviève (1885-1946_, născută Lévy, era sora matematicianului Paul Pierre Lévy (1886-1971), membru al Academiei de științe.     

Claude Cahen a învățat până în anul 1928 istoria la École Normale Supérieure de pe strada Ulm din Paris, apoi în 1932 a făcut examenul de agregare în istorie și geografie. În paralel, în anul 1931 a studiat limba arabă, apoi turca și persana la Școala Națională de Limbi Orientale.
Între anii 1932-1940 a predat istoria ca profesor de liceu, între altele la Amiens în anul 1933, și la Rouen după anul 1938. De asemenea a fost șef de lucrări în domeniul istoriei la Școala Națională de Limbi Orientale între anii 1937-1940.  
Între anii 1933-1936 a întreprins cercetări istorice în cadrul Fundației Thiers, iar intre anii 1936-1938 a plecat în călătorii de studii în Turcia. 
În anul 1939 a intrat în Partidul Comunist Francez, pe atunci ilegal, și în acea perioadă a devenit un adept al metodologiei istorice marxiste bazate pe materialismul dialectic. 
În anul 1940 a terminat titlul de doctorat în litere, una din teze fiind „Siria de nord în perioada cruciadelor și a principatului franc al Antiohiei”.

## Prizonier de război
A trebuit să-și întrerupă cariera științifică și didactică din cauza izbucnirii celui de al Doilea Război Mondial. Recrutat în armata franceză la 15 aprilie 1940, el a căzut în prizonierat și a fost deținut în Germania vreme de cinci ani. În cazul său, statutul de prizonier de război francez l-a salvat de soarta amară a majorității evreilor aflați în mâinile Germaniei naziste, și care au pierit în Holocaust. 
.
Eliberat din captivitate în mai 1945, Cahen a fost demobilizat la 9 iunie 1945 și s-a putut întoarce acasă.

## Viața și activitatea după cel de-al doilea război mondial
Începând din octombrie 1945, Cahen a predat la Universitatea din Strasbourg, mai întâi pe post de conferențiar, iar din 1948 ca profesor. S-a căsătorit cu profesoara Pauline Celine Olivier, fiică a unei familii franceze creștine, care era adepta metodei pedagogice nonconformiste a lui Celestin Fresne. Atunci când ideologii partidului comunist au atacat cu vehemență această metodă și pe inventatorul ei, care era el însuși comunist, Cahen s-a angajat trup și suflet în apărarea acestuia. 
În 1959 Claude Cahen s-a transferat ca profesor de istoria islamului la Sorbona. Mai târziu, între anii 1970-1979 a fost profesor la Universitatea Paris I, unde s-a bucurat de vecinătatea unor colegi iluștri ca.
În anul 1960 nu a reînnoit carnetul de membru al Partidului Comunist, dar a rămas convins de justetea concepției istorice marxiste. În anul 1967 a fost profesor oaspete la Universitatea Michigan din Ann Arbour.
În ultimii ani ai vieții Cahen a fost lovit de o scădere severă a auzului și a vederii și a fost nevoit din această pricină sa refuze participarea la simpozioane si paneluri diferite la care erau așteptate cu interes opiniile sale cu privire la lumea islamică și istoria medievală.
Nevăzător și aproape surd, el și-a păstrat pâna la sfârșit ascuțimea minții.
Când a trebuit să se retragă din activitatea științifică și didactică, el a cedat biblioteca sa științifică lui College de France. Colecția care îi poartă numele conține 2000 cărți provenite din Orient, 1000 exemplare din 20 reviste, 80 teze pentru titluri universitare, 475 cărți din afara lumii arabo-islamice, 60 de publicații ale unor congrese științifice și 3365 articole tipărite, s-a alăturat donatiilor facute de Sauvager, Henri Laoste, Jacques Berque si Louis Massignon. 
Claude Cahen a murit în noiembrie 1991. Văduva lui, Pauline, a decedat la treisprezece luni după el.
Perechea a avut șase copii, între care doi istorici - Michel Cahen  (n.1953) și Gilbert Cahen.

## Opera istoriografică
Claude Cahen este uneori considerat, ca și Bernard Lewis, reprezentantul acelor „orientaliști târzii”, a căror bază teoretică consta înainte de toate în istoriografia europeană, și care, ceva mai târziu, s-au implicat în cercetarea Orientului.  
Amandoi au purces la studiul Orientului Apropiat folosind cu scrupulozitate uneltele istoriei generale, și mai ales cele ale istoriei sociale și politice, evitând punerea unui accent exagerat  pe specificul civilizației religioase.
După cum apreciază Humphreys, „cine citește lucrările lui Cahen, poate avea impresia că ar citi despre istoria Rusiei sau Italiei: credința religioasă și expresiile culturale nu joacă o funcție esențiala în analizele sale”.

Înaintea celui de al doilea război mondial, Cahen a început prin a publica cercetări asupra regimului feudal în Italia normandă și în nordul Siriei în vremea cruciadelor. După război a continuat studiul perioadei cruciadelor, concentrându-se însă, mai cu seamă, asupra istoriei economice a societății islamice medievale.
În august 1954 la un congres al orientaliștilor la Cambridge, el a prezentat un articol-manifest intitulat „Istoria economică și culturală a Orientului musulman în Evul Mediu”, în care a lansat o platformă provocativă în raport cu căile de cercetare ale orientalisticii de până atunci. A pretins ca în cercetarea Orientului să fie aplicate aceleași metode științifice ca acelea obișnuite în istoria Occidentului și a propus o listă întreagă de subiecte de cercetare care a consternat pe unii din „orientaliștii clasici” prezenți la întrunire.   
În acel an, 1954, Cahen a publicat „Introducere în Prima Cruciadă” (An Introduction to the First Crusade).  În anii ce au urmat a studiat, între altele, comerțul maritim, economia și politica financiară a Egiptului medieval, de asemenea mișcări populare și autonomia centrelor urbane în Asia musulmană medievală. Cahen a fost solicitat să scrie capitolele despre lumea islamică și câteva din capitolele despre cruciade din „Istoria generală a civilizațiilor” (PUF, Paris). De asemenea, a scris diferite articole în „Enciclopedia Islamului” în editura Brill, capitolul „Economie, societate, instituții” din Enciclopedia Cambridge a Islamului și în revista „Arabica”.
În contrast cu modestia care îl caracteriza, Cahen a fost denumit de unii din colegii de breaslă „decanul istoriei sociale musulmane” și „unul din istoricii islamului de cel mai mare răsunet din secolul al XX-lea”
Între istoricii americani care l-au apreciat în mod deosebit se număra și Mark Cohen.   

Cartea cea mai faimoasă, de concepție modernă, a lui Claude Cahen, care a fost tradusă în numeroase limbi, Islamul: de la nașterea sa și până la începuturile Imperiului Otoman - din veacul al 7-lea și până la sfârșitul veacului al 15-lea, a devenit, pentru multă vreme, un manual fundamental în studiul islamului în universitățile din lume. Cahen este cunoscut și pentru contribuțiile sale la istoria Siriei și Egiptului, a epocii mamelucilor și a Turciei pre-otomane și otomane, adesea dintr-un  punct de vedere istoric-comparativ.